# Blat (imię)
Blat – imię żeńskie pochodzące z języka irlandzkiego oznaczające kwiat lub liść. Patronką imienia jest św. Blat.